# Reformă (operă)
Reformă (operă) este o operă literară scrisă de Ion Luca Caragiale. 